# Chris Jackson (futbolista)
Chris Jackson (Napier, 18 de julio de 1970) es un exfutbolista neozelandés que jugaba como mediocampista.

## Carrera
Debutó en el Napier City Rovers en 1987, pasó al Miramar Rangers en 1990 y desde entonces rondó por una serie de clubes neozelandeses y australianos. En 1999 llegó al New Zealand Knights y jugó allí hasta el 2004, cuando fue transferido al Waitakere United. Dejó el club en 2007 y jugó en el Dandaloo FC hasta 2009, en ese año fichó para el South Coast Wolves, donde finalmente abandonó el fútbol en 2010.

### Clubes
| Club                | País          | Año         |
| ------------------- | ------------- | ----------- |
| Napier City Rovers  | Nueva Zelanda | 1987 - 1990 |
| Miramar Rangers     | Nueva Zelanda | 1990 - 1991 |
| Melbourne Knights   | Australia     | 1992 - 1993 |
| Fawkner SC          | Australia     | 1994 - 1997 |
| Tampines Rovers FC  | Singapur      | 1998        |
| Gombak United FC    | Singapur      | 1998        |
| New Zealand Knights | Nueva Zelanda | 1999 - 2004 |
| Waitakere United    | Nueva Zelanda | 2004 - 2007 |
| Dandaloo FC         | Australia     | 2007 - 2009 |
| South Coast Wolves  | Australia     | 2009 - 2010 |

### Selección nacional
Representó 60 veces a Nueva Zelanda y marcó 10 goles. Como hecho destacable jugó las Copa FIFA Confederaciones 1999 y 2003, además de ganar la Copa de las Naciones de la OFC 2002.